# Shades of Deep Purple Tour
Shades of Deep Purple Tour – druga trasa koncertowa grupy Deep Purple, promująca ich debiutancki album Shades of Deep Purple. Trwała ponad miesiąc i obejmowała osiem dat: 7 w Wielkiej Brytanii i 1 w Szwajcarii. Była to pierwsza trasa koncertowa Deep Purple po Wielkiej Brytanii. Z trasy zapamiętane zostały tylko dwa koncerty: w klubie Mothers w Birmingham (27 września 1968) i w klubie Van Dyke w Plymouth (28 września 1968).

## Historia tourneé
Po swoim debiutanckim tournée Deep Purple nagrał album "Shades of Deep Purple" w jeden weekend, a następnie ruszył w swoje drugie w karierze, a pierwsze po Wielkiej Brytanii tournée. Album został wydany tylko w USA, osiągając 24. miejsce na liście przebojów. Jak dotąd nie ukazało się żadne oficjalne nagranie z tego tournée. Jedno nagranie z albumu "Shades of Deep Purple", Hush, ukazało się na singlu, który dotarł do 24. miejsca na brytyjskiej liście przebojów. Jeszcze w tym samym roku Deep Purple wyruszył na kolejne tournée, które było pierwszą dużą trasą koncertową w karierze zespołu.

## Program koncertów
1. "Love Help Me"
2. "Prelude:"Happiness"/"I'm So Sad"
3. "Mandrake Root"
4. "Hush"
5. "One More Rainy Day"
6. "Hey Joe"
7. "And the Adress"
8. "Help"